# Arra Mountains
Arra Mountains är en bergskedja i republiken Irland.   Den ligger i provinsen Munster, i den centrala delen av landet.
Arra Mountains sträcker sig 12,8 km i sydvästlig-nordostlig riktning. Den högsta toppen är Tountinna, 457 meter över havet.